# Cerveza Club Premium Open 2010
Il Cerveza Club Premium Open 2010 è un torneo professionistico di tennis maschile giocato sulla terra rossa, che faceva parte dell'ATP Challenger Tour 2010. Si è giocato a Quito in Ecuador dal 4 all'11 ottobre 2010.

## Partecipanti

### Teste di serie
| Nazionalità | Giocatore              | Ranking* | Testa di serie |
| ----------- | ---------------------- | -------- | -------------- |
| Brasile     | João Souza             | 112      | 1              |
| Brasile     | Marcos Daniel          | 144      | 2              |
| Brasile     | Rogério Dutra da Silva | 179      | 3              |
| Colombia    | Carlos Salamanca       | 188      | 4              |
| Germania    | Andre Begemann         | 202      | 5              |
| Brasile     | Júlio Silva            | 205      | 6              |
| Colombia    | Robert Farah           | 209      | 7              |
| Argentina   | Sebastián Decoud       | 210      | 8              |

- Ranking al 27 settembre 2010.

### Altri partecipanti
Giocatori che hanno ricevuto una wild card:
- Júlio César Campozano
- Giovanni Lapentti
- Roberto Quiroz
- Walter Valarezo

Giocatori passati dalle qualificazioni:
- Diego Álvarez
- Tiago Lopes
- Maciek Sykut
- Daniel Yoo
- Christopher Racz (Lucky Loser ha rimpiazzato Bruno Rodríguez)

## Campioni

### Singolare
Giovanni Lapentti ha battuto in finale  João Souza con il punteggio di 2–6, 6–3, 6–4

### Doppio
Daniel Garza /  Eric Nunez hanno battuto in finale  Alejandro González /  Carlos Salamanca con il punteggio di 7–5, 6–4